# Приключения капитана Врунгеля
«Приключе́ния капита́на Вру́нгеля» — юмористическая повесть советского писателя Андрея Некрасова. Книга впервые была представлена читателям в 1937 году в журнале «Пионер», где публиковалась в сокращении, полноценное книжное издание вышло в 1939 году. В повести пародируются как популярные в 1930-е годы рассказы о моряках, так и стереотипы об иностранцах и отдельных государствах. Главный герой книги — капитан Врунгель, чьё имя стало нарицательным, — морской аналог барона Мюнхгаузена, рассказывающий небылицы о своих приключениях в плавании.

## История создания
Андрей Некрасов, прежде чем стать писателем, сменил много профессий, сам был моряком и путешественником, побывал во многих уголках Земли. Он записывал рассказы и байки, которые рассказывали его товарищи. Писатель Борис Житков в 1934 году посоветовал ему написать книгу.
Прообразом Врунгеля был знакомый Некрасова Андрей Васильевич Вронский, любитель рассказывать морские небылицы о самом себе. Его фамилия так подходила для заглавного героя, что поначалу автор намеревался назвать своё произведение «Приключения капитана Вронского», однако затем, опасаясь обидеть друга, придумал иную фамилию, несущую тот же смысл.
Прототипом одного из главных героев повести, старшего помощника Лома, был друг Вронского — капитан Иван Ман. Фамилия его по-немецки означает «мужчина» (Mann), а по-французски «мужчина» — «l’homme» (звучит как русское «Лом»). В 1924 году Вронский и Ман, будучи студентами Морского техникума, отремонтировали старую яхту, мечтая совершить на ней кругосветное путешествие, которое, однако, не состоялось.
У самого Андрея Некрасова был сослуживец, который «вечно попадал в самые комичные ситуации и служил постоянной мишенью для шуток товарищей», — он послужил прообразом матроса Фукса.
К середине 1936 года повесть была написана и принята журналом «Пионер», где печаталась в течение 1937 года, за исключением № 10, где должна была появиться глава о Японии, которую не пропустила цензура. В книжном издании 1939 года эта глава была восстановлена, а текст повести значительно расширен.
После войны книга несколько раз редактировалась автором: в окончательном варианте указывается, что итальянцы успели казнить Муссолини, Норвегия пережила немецкую оккупацию, а в Италии и Норвегии находятся американские войска; эскадра, напавшая на «Беду» «на пороге Средиземного моря», обозначена как «пираты неизвестной национальности», тогда как в более ранних редакциях упоминалось о её принадлежности франкистской Испании (указание на это сохранилось в имени командующего эскадрой — адмирал дон Канальо; вероятно, причиной частичной «отмены» упоминаний франкистской Испании послужило то, что в 1940 году Франсиско Франко, соблюдая вооружённый нейтралитет, отверг предложение Гитлера захватить британский Гибралтар, тогда как в 1937—1939 годах, в момент написания книги, в СССР вполне могли допускать такую авантюру, на что Некрасов и намекал).
В декабре 2019 года в Санкт-Петербурге в Центральном военно-морском музее имени императора Петра Великого открылась выставка «Жил отважный капитан», приуроченная к 80-летию выхода первого книжного издания.

## Сюжет
Книга начинается с пролога, в котором автор знакомит читателей с преподавателем навигации мореходного училища Христофором Бонифатьевичем Врунгелем. В дальнейшем повествование ведётся от лица самого Врунгеля как устный рассказ о путешествии.
Врунгель решил совершить кругосветное плавание на парусной яхте с экипажем из двух человек: его самого и его верзилы-старпома по фамилии Лом. Яхта, названная «Победа», из-за аварии на старте теряет две буквы названия и далее именуется «Беда». Отплыв из СССР, Врунгель посещает норвежские фьорды, где выручает белок из горящего леса, а приняв на больной зуб сигнал SOS — тонущий траулер норвежцев. В Англии «Беда» выигрывает парусную регату с помощью реактивной силы шампанского. Капитан берётся конвоировать по морю косяк селёдки и в помощь себе берёт матросом Фукса, шулера из Кале. Доведя селёдок до Египта, «Беда» идёт на юг по Красному морю, по дороге из яиц в её трюме вылупляются крокодилы. В Сомали экипаж арестовывают итальянские фашисты, но Фуксу удаётся заморочить им головы, заставив макароны расти, и яхта сбегает.
На экваторе Врунгель пытается по традиции провести Праздник Нептуна, но Фукс и Лом решают, что он перегрелся, и макают его самого в бочку. По Индийскому океану «Беда» доходит до южных полярных вод. Встретив чихающего кашалота, Врунгель оказывает ему медпомощь лопатой аспирина. Вскоре после этого яхту захватывают воинственные «защитники» китов (на деле желающие их уничтожения, «чтобы некому было вымирать») под предводительством адмирала Кусаки. За спасение кашалота героев высаживают на необитаемый остров. Они обживаются, ловят пингвинов и устраивают баню в вулканических источниках, но, перестаравшись с паром, взрывают остров.
Врунгель и Фукс, потеряв Лома, плывут на досках от «Беды» по Тихому океану. Как сёрферы, они сплавляются на пляж Вайкики, где все принимают их за коренных гавайцев. Купив в спешке последний билет на самолёт, они вынуждены лететь друг на друге, изображая высокого человека. Во время полёта капитан Врунгель, от скуки,  решает покурить трубку. Дым из под одежды замели пассажиры и устроили панику. Капитан самолета, узнав о пожаре,  сбросил секцию с пассажирами над Амазонией, откуда герои выбираются, победив удава огнетушителем. В Рио герои воссоединяются с Ломом и «Бедой». Местный губернатор по наущению Кусаки пытается потопить «Беду», загрузив песком, но герои подменяют песок сахаром, тот тает, и яхта всплывает.
В Австралии Врунгель играет в гольф с начальником порта и неожиданно обнаруживает, что его кэдди — это замаскированный Кусаки, преследующий их команду. Продолжая плавание, «Беда» теряет мачту в ураган, а при попытке заменить паруса воздушным змеем в воздух уносит Лома. Врунгель и Фукс заменяют мачту пальмой, растущей прямо на корабле. Они доходят до Японии, где их атакует миноносец Кусаки, и «Беда» идёт ко дну.
Вынужденно нанявшись кочегарами на пароход, герои вновь встречают там же Лома. Доплыв до Канады, троица покупает упряжку из оленя, ездовой лайки и саней. Олень оказывается замаскированной коровой, а лайка — волком, но поскольку корова боится волка, упряжка идёт отлично. На ней моряки преодолевают льды Берингова пролива. В Петропавловске они натыкаются на своих двойников на поддельной «Беде», которыми оказываются Кусаки и его люди. Разоблачив самозванцев, на этой, второй «Беде» Врунгель, Лом и Фукс завершают кругосветное плавание.
Заканчивается книга «Толковым морским словарём для бестолковых сухопутных читателей».

## Главные герои

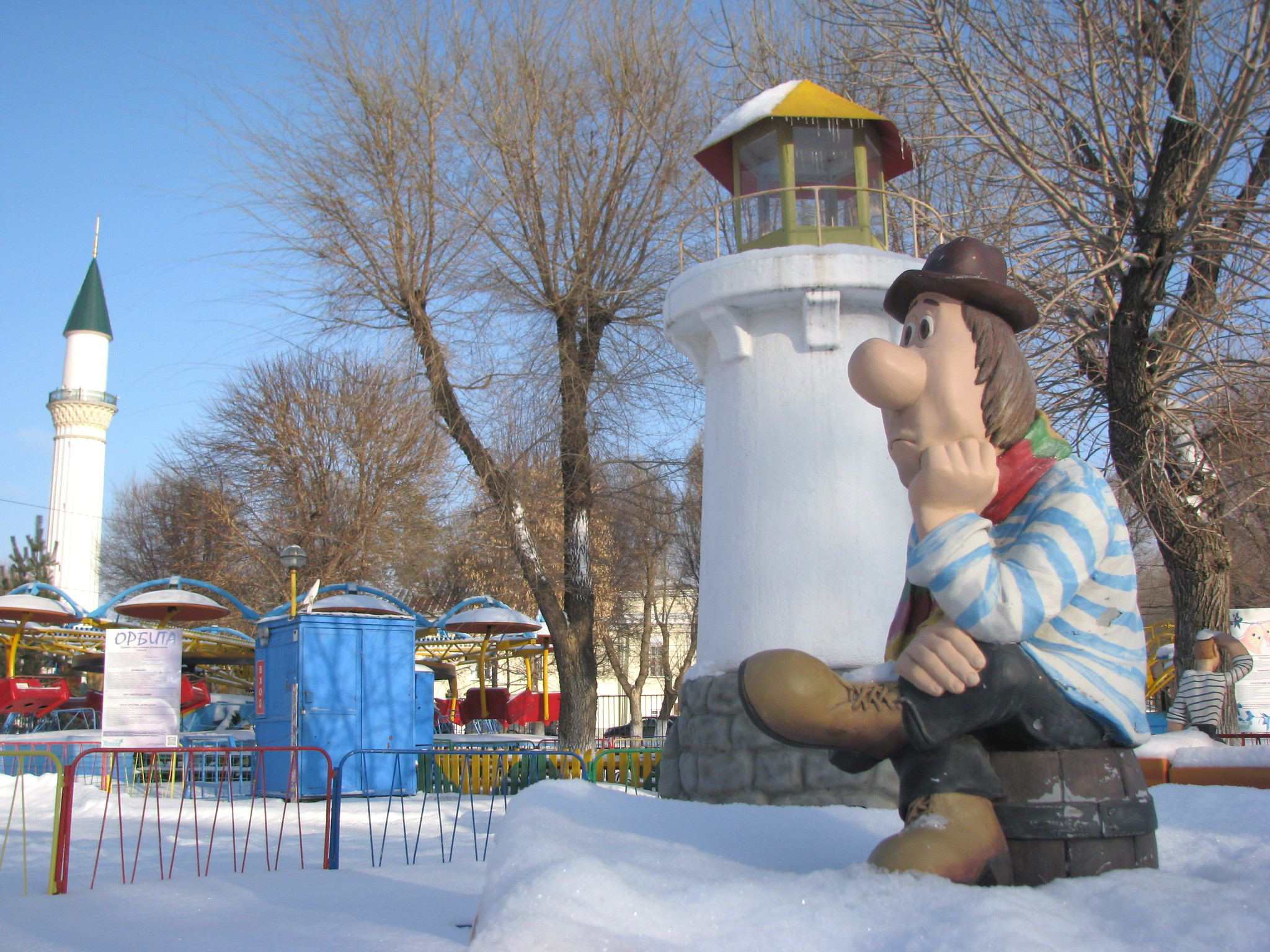
Изображение Фукса в Оренбурге

- Христофор Бонифатьевич Врунгель — главный герой и рассказчик, от имени которого ведётся повествование. Полный, невысокий человек. Опытный моряк, капитан дальнего плавания, солидный, рассудительный, не лишён изобретательности. Преподаёт навигацию в мореходном училище.
- Лом — огромного роста и силы молодой моряк, старший помощник капитана. Простодушен, наивен, исполнителен, но все приказы понимает буквально. Имеет тонкий нюх на спиртное. Превосходный кулинар, никогда не страдающий отсутствием аппетита.
- Фукс — профессиональный карточный шулер, нанятый Врунгелем в Кале (Франция) в качестве матроса. Для Фукса служба на «Беде» — способ бежать от бывших дружков («сменить климат»). Небольшого роста, брюнет, носит щетинистую бороду и широкополую шляпу. Знает четыре языка — английский, немецкий, французский и русский. Умный и хитрый, при этом старательный, добрый, верный товарищ, умеет находить выход из сложных ситуаций. Склонен к клептомании, не упускает возможность что-нибудь украсть. По-немецки «Фукс» означает «лисица». После путешествия с Врунгелем бросил «ремесло» шулера и устроился на киностудию актёром, исполняющим роли злодеев (так как у него подходящая для этого внешность).
- Хамура Кусаки — главный злодей книги. Адмирал Японской Империи, член «Общества защиты китов», в реальности занимающегося их истреблением. Постоянно строит козни экипажу «Беды». Обладает большим влиянием, жесток и весьма коварен.

## Маршрут кругосветного плавания Врунгеля
На основе исследования. Пропущены очевидные места (Красное море), а также города, где «Беда» не делала остановок (Суэц). Флаги взяты на 1936 год (в отдельных редакциях упоминается франкистская Испания). Если территория принадлежит двум и более государствам — флаг опускается.
| Пункт                                 | Цитата |
| ------------------------------------- | --- |
| Ленинград (предположительно)          | В тексте не упоминается, но в довоенные времена был основным портом СССР на Балтийском море.                                                                   |
| пролив Эресунн (Зунд)                 | «Не успели мы оглянуться, прошли Зунд, Каттегат, Скагеррак…»                                                                                                   |
| пролив Каттегат                       | «Не успели мы оглянуться, прошли Зунд, Каттегат, Скагеррак…»                                                                                                   |
| пролив Скагеррак                      | «Не успели мы оглянуться, прошли Зунд, Каттегат, Скагеррак…»                                                                                                   |
| Берега Норвегии                       | «И вот на пятые сутки, на рассвете, туман рассеялся, и по правому борту у нас открылись берега Норвегии».                                                      |
| Доггер-Банка                          | «Оказывается, почти рядом с нами норвежский парусник потерпел аварию: сел на мель на Догербанке, получил пробоину, вот-вот пойдёт ко дну».                     |
| Ставангер                             | «Пришли назад в Норвегию, в город Ставангер». |
| Гамбург                               | «Тут как раз пришёл и ответ из порта с предписанием сдать белок в Гамбург».                                                                                    |
| Роттердам                             | «Меня как моряка, понятно, заинтересовало это последнее, и я решил завернуть в Роттердам, познакомиться с селёдочным делом».                                   |
| пролив Ла-Манш (Английский канал)     | «И как раз, знаете, место удобное: в то время мы уже вошли в Английский канал, тут Франция под боком, в порт Кале, а в Кале всегда полно безработных моряков». |
| Кале, присоединяется Фукс             | «И как раз, знаете, место удобное: в то время мы уже вошли в Английский канал, тут Франция под боком, в порт Кале, а в Кале всегда полно безработных моряков». |
| о. Уайт                               | «Близ острова Уайт я свернул направо и пошёл в Саутгемптон, в Англию».                                                                                         |
| Саутгемптон                           | «Близ острова Уайт я свернул направо и пошёл в Саутгемптон, в Англию».                                                                                         |
| Портсмут                              | «В тот же день я получил разрешение и ввёл весь табун в портсмутский адмиралтейский док».                                                                      |
| о. Уайт                               | «Ну, мы пошли не спеша, а через час на горизонте открылся остров Уайт».                                                                                        |
| п-ов Бретань                          | «Вот знаете так, благополучно, не торопясь мы обогнули Бретань и вступили в Бискайский залив».                                                                 |
| Бискайский залив                      | «Вот знаете так, благополучно, не торопясь мы обогнули Бретань и вступили в Бискайский залив».                                                                 |
| Гибралтарский пролив                  | «Прошёл, как по зеркалу, и дальше всё было благополучно, до тех пор пока мы не вошли в Гибралтар».                                                             |
| Александрия                           | «Ну, пошли. На этот раз без происшествий, ровно через два дня благополучно прибыли в Александрию, стали на якорь…»                                             |
| Каир                                  | «Так, целым караваном, и прибыли в Каир». |
| река Нил                              | «Синяк у него рассосался, и мы отправились вверх по Нилу». |
| Суэцкий канал                         | «Оттуда наш путь лежал в Красное море, через Суэцкий канал».                                                                                                   |
| Аден                                  | «А после уж, в Адене, вскрыли ящик, глядим — одни скорлупки остались».                                                                                         |
| мыс Гвардафуй (п-ов Сомали)           | «Ну, а на другой день я обогнул мыс Гвардафуй и пошёл прямо на юг».                                                                                            |
| Антарктика, потеряны «Беда» и Лом     | «Прошли умеренные широты, приблизились к Полярному кругу». |
| Гонолулу, нашлась информация о «Беде» | «А в остальном здесь рай земной: богатая растительность, ананасы, бананы, пальмы. А главное — пляж Уайкики».                                                   |
| река Амазонка                         | «Вам, молодой человек, не приходилось плавать по Амазонке? Нет. Вот и прекрасно, и не стремитесь».                                                             |
| город Белен (Пара)                    | «Наконец всё-таки прибыли в порт Пара». |
| Рио-де-Жанейро, найдены «Беда» и Лом  | «Мы расположились по-барски и отправились в Рио-де-Жанейро пассажирами».                                                                                       |
| мыс Горн                              | «…обогнули мыс Горн, прошли мимо Новой Зеландии и благополучно прибыли в Сидней, в Австралию».                                                                 |
| Берега Новой Зеландии                 | «…обогнули мыс Горн, прошли мимо Новой Зеландии и благополучно прибыли в Сидней, в Австралию».                                                                 |
| Сидней                                | «…обогнули мыс Горн, прошли мимо Новой Зеландии и благополучно прибыли в Сидней, в Австралию».                                                                 |
| Австралийская пустыня                 | «А тут кругом пустыня — ориентиров нет». |
| Сидней                                | «А там, в Сиднее, возвратил бумеранги владельцу, попрощался с партнёром по гольфу, поднял флаг».                                                               |
| Берега Новой Гвинеи, Лом потерян      | «Едва миновали берега Новой Гвинеи, нас нагнал тайфун чудовищной силы».                                                                                        |
| Берега Японии, «Беда» затоплена       | «Напрасно, Фукс, — возражаю я, — там всё-таки берег, различные красоты, священная гора Фудзияма…»                                                              |
| Фудзияма                              | «Напрасно, Фукс, — возражаю я, — там всё-таки берег, различные красоты, священная гора Фудзияма…»                                                              |
| Канада, Лом найден                    | «И вот наконец прибыли мы в Канаду». |
| Форт-Юкон                             | «И вот открывается форт Юкон за поворотом». |
| Остров Святого Лаврентия              | «До острова Лаврентия хорошо проехали, а тут получилась задержка».                                                                                             |
| Петропавловск-Камчатский              | «Запрягли мы своих рысаков в последний раз и помчались прямым курсом на Петропавловск».                                                                        |

Каким образом Врунгель и Фукс из Антарктики добрались на досках до Гонолулу (не менее 10 тыс. км и множество островов Океании), в книге не упоминается.
Строго говоря, кругосветное путешествие могли совершить яхта и Лом (для этого им нужно было пересечь меридианы с 60 по 120° в. д., затем развернуться и попасть в Бразилию через Атлантический океан). Врунгель и Фукс гарантированно не совершили (не пересекли Атлантический океан). Исходя из описания маршрута и диалогов, можно сделать вывод, что Врунгель знает английский, немецкий, французский, итальянский, испанский, норвежский, голландский и португальский языки.

## Производное творчество

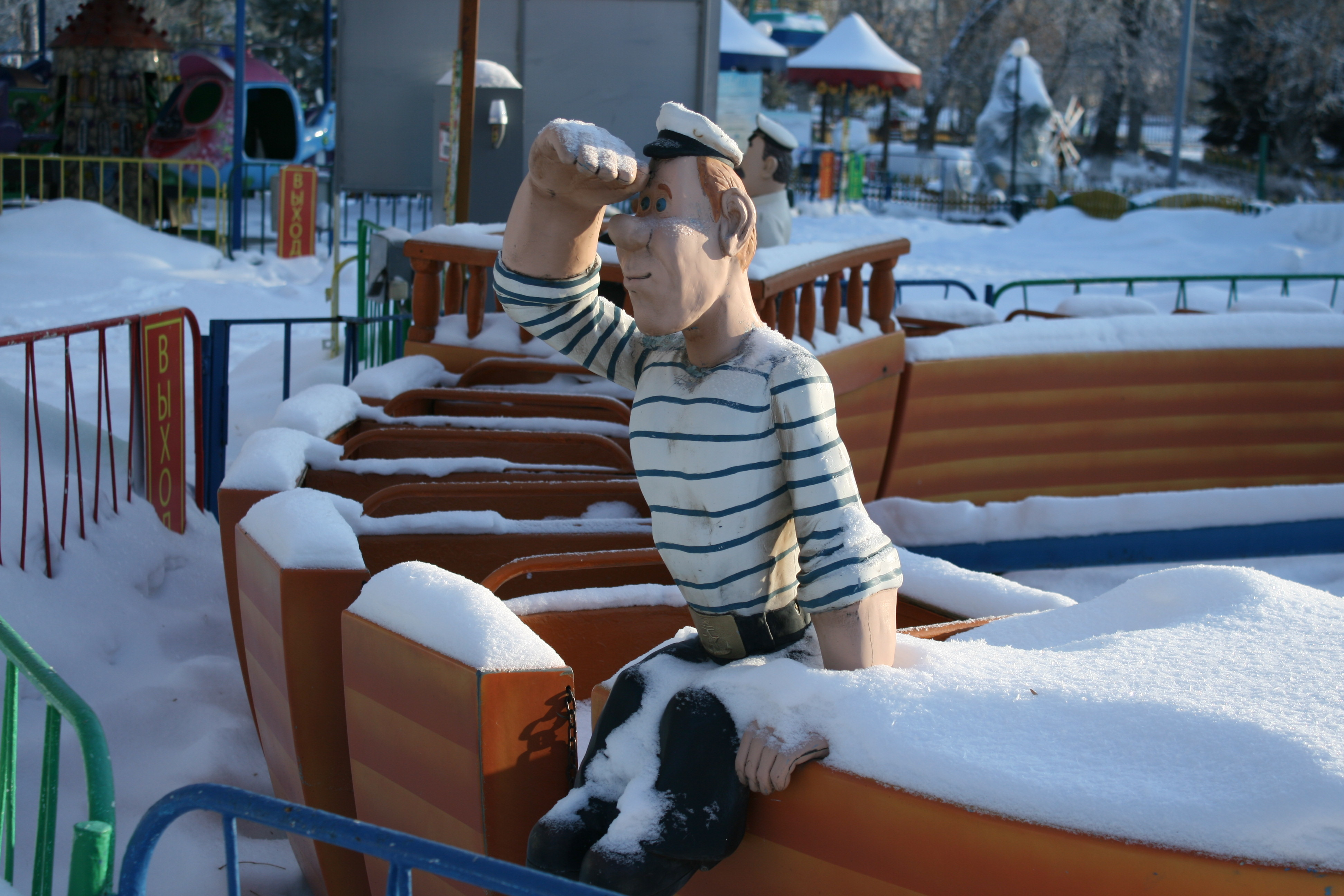
Изображение Лома в Оренбурге

- 1976 — 1979 — советский мультсериал «Приключения капитана Врунгеля» студии «Киевнаучфильм». Используя значительную часть комических сцен из книги, мультсериал имеет несколько другой центральный сюжет, основанный на похищении Фуксом из музея статуи Венеры и на преследовании «Беды» итальянскими мафиози. В сюжете обыгрываются и пародируются многие буржуазные реалии и советские стереотипы 1960—1970-х годов (в том числе и пародируется бондиана). Автором текстов песен к мультфильму был известный детский писатель Ефим Чеповецкий.
- Художественный фильм «Новые приключения капитана Врунгеля» (1978), с участием Михаила Пуговкина в роли Врунгеля, по сценарию Александра Хмелика. В этом фильме, имеющем самостоятельный сюжет, пионер Вася Лопотухин вместе с Врунгелем отправляется исследовать Бермудский треугольник, однако ряд эпизодов перенесён из оригинальной повести А. Некрасова.
- В 1985 году по мотивам одноимённой повести и мультфильма выпущена музыкальная аудиосказка «Приключения капитана Врунгеля» фирмой «Мелодия» на пластинках и аудиокассетах «Свема».
- В 1997 году вышла книга Олега Мятелкова «Племянник капитана Врунгеля, или Необычайные приключения Капитана Бурунного»[10].